# Tretja pot
Tretja pot je politična ideologija, ki se je pojavila v 1990-ih kot poskus združitve elementov leve in desne politične misli. Zlasti jo povezujemo z ameriškim predsednikom Billom Clintonom in britanskim premierjem Tonyjem Blairom. Gre za obliko centristične politike, ki se je razvila kot odgovor na neuspehe tradicionalne socialne demokracije in konservativnega neoliberalizma.

## Značilnosti
Tretja pot združuje ideje tržnega gospodarstva z vrednotami socialne pravičnosti. Glavne značilnosti vključujejo:
- Priznanje tržnega gospodarstva kot najprimernejšega sistema za ustvarjanje bogastva.
- Poudarek na odgovornosti posameznika, pa tudi na pomenu skupnosti in socialne vključenosti.
- Reformo socialne države, kjer se pomoč usmerja k spodbujanju zaposlovanja in samostojnosti namesto dolgotrajnega zanašanja na državno podporo.
- Vlaganje v izobraževanje, tehnologijo in infrastrukturo kot ključe do dolgoročne konkurenčnosti in rasti.
- Zmerno regulacijo trga, ki naj preprečuje zlorabe, a ne duši podjetniške pobude.

## Clintonova različica
V ZDA je tretjo pot najbolj razvil Bill Clinton, zlasti prek svoje politike v času predsedovanja (1993–2001). Kot vodilna figura Demokratskega svetovalnega sveta za vodstvo (Democratic Leadership Council) je promoviral vizijo "nove demokracije", ki je vključevala:
- Reformo socialne pomoči (npr. zakon Personal Responsibility and Work Opportunity Act, 1996),
- fiskalno odgovornost (npr. proračunski presežek konec 1990-ih),
- podporo prosti trgovini (npr. podpora sporazumu NAFTA),
- sodelovanje z zasebnim sektorjem pri izvajanju javnih storitev.

Clintonova politika je pogosto vključevala kompromis med levimi in desnimi stališči, kar mu je omogočilo pridobiti podporo širšega spektra volivcev.